# Saint-Martin-du-Lac
Saint-Martin-du-Lac – miejscowość i gmina we Francji, w regionie Burgundia-Franche-Comté, w departamencie Saona i Loara.
Według danych na rok 1990 gminę zamieszkiwało 218 osób, a gęstość zaludnienia wynosiła 16 osób/km² (wśród 2044 gmin Burgundii Saint-Martin-du-Lac plasuje się na 694. miejscu pod względem liczby ludności, natomiast pod względem powierzchni na miejscu 711.).